# Богушевськ
Часовий пояс
Богуше́вськ (біл. Багушэўск) — селище міського типу в Вітебській області Білорусі, у Сєнненському району.
Населення селища у 2006 році становило 3200 осіб, в 2016 році — 2598 осіб.

## Економіка
У Богушевську працюють меблева фабрика, лісове господарство, ліспромгосп, льонозавод, акціонерне товариство «Багушевськмеблі», пошивний і кондитерський цехи, комбінат побутового обслуговування.